# Decoraeshna
Decoraeshna – wymarły rodzaj ważek z infrarzędu różnoskrzydłych i rodziny Progobiaeshnidae. Obejmuje tylko jeden opisany gatunek, D. preciosa. Żył w kredzie na terenie obecnych Chin.

## Taksonomia
Rodzaj i gatunek typowy opisane zostały w 2012 roku przez Li Yongjuna, André Nela, Ren Donga i Pang Honga na łamach czasopisma „Geobios”. Opisu dokonano na podstawie dwóch skamieniałości odnalezionych w Formacji Yixian, na terenie miejscowości Huangbanjigou w chińskiej prowincji Liaoning. Datuje się je na kredę wczesną. Epitet gatunkowy oznacza po łacinie „cenna” i odnosi się do bardzo dobrego stanu zachowania holotypu – jego odcisk obejmuje skrzydła i całe ciało, widoczne są nawet ślady ubarwienia.
Takson ten umieszczony został w Progobiaeshnidae, bazalnej rodzinie kladu Panaeshnida. W obrębie tej rodziny najbliższy morfologicznie jest mu rodzaj Paradecoraeshna, różniący się jednak liczbą komórek w trójkącie dyskoidalnym, większym kątem nachylenia żyłki wspierającej pterostygmę i większą ilością żyłek poprzecznych antenodalnych.

## Morfologia
Ważka ta osiągała 70 mm długości ciała i 43,5–44,5 mm długości skrzydła. Głowę miała zaopatrzoną w duże, stykające się pośrodkowo oczy złożone. Skrzydła miały brązowe, krótkie pterostygmy i dobrze zaznaczone nodusy. Występowało od 12 do 14 wtórnych żyłek poprzecznych antenodalnych, spośród których cztery leżały między żyłkami aksillarnymi pierwszą i drugą. Żyłek poprzecznych postnodalnych było 14 i nie były one ułożone równo z 13 żyłkami poprzecznymi postsubnodalnymi. Żyłka wspierająca pterostygmę miała dość mocno ukośny przebieg. Przestrzeń pomiędzy pierwszą a drugą gałęzią żyłki radialnej tylnej miała od bliższego końca aż po pobliże poziomu podstawy pterostygmy pojedynczy szereg komórek. Od poziomu żyłki wspierającej pterostygmę gałęzie te zaczynały się silnie rozchodzić i przy brzegu skrzydła przestrzeń między nimi miała już osiem szeregów komórek. Pierwsza gałąź żyłki radialnej tylnej i zredukowana żyłka pseudointerradialna pierwsza biegły równolegle i między nimi mieściły się dwa szeregi komórek. Druga gałąź żyłki radialnej tylnej i żyłka interradialna druga biegły równolegle, a pomiędzy nimi leżał jeden szereg komórek. Środkowa część drugiej gałęzi żyłki radialnej tylnej była lekko pofalowana. Z silnie zakrzywionego sektora radialnego spłaszczonego wychodziły jedna lub dwie wtórne żyłki wstawkowe wypukłe. Gałąź 3/4 żyłki radialnej tylnej oraz żyłka medialna przednia były lekko pofalowane i równoległe, w części nasadowej przestrzeń między nimi miała jeden szereg komórek, a w części odsiebnej od dwóch do trzech ich szeregów. W skrzydle przednim żyłki medialne przednia i tylna biegły równolegle, w skrzydle tylnym zaś zaczynały się rozbiegać na wysokości nodusa. Przestrzeń między żyłką medialną tylną a żyłką kubitalną przednią u nasady mieściła jeden szereg komórek, a dalej rozszerzała się. Hypertrangulum było wolne. Trójkąt dyskoidalny podzielony był na cztery komórki. Odwłok wieńczyły przysadki odwłokowe kształtu liściowatego z zaokrąglonymi wierzchołkami oraz mały epiprokt.